# Сокіл прерієвий
Сокіл прерієвий (Falco mexicanus) — вид хижих птахів родини соколових (Falconidae).

## Поширення
Вид поширений в Канаді, США та Мексиці. У Канаді гніздиться на південь від провінцій Британська Колумбія, Альберта і Саскачеван. У США гніздиться в західних штатах. У Мексиці він досягає штату Оахака, хоча деякі автори описують його межі на північ від Мехіко. Він також присутній у Нижній Каліфорнії, де гніздиться на півночі. Населяє напівпосушливі, рідше посушливі регіони та місця, де рослинність не дуже висока або густа. Задокументований на висоті до 2300 метрів над рівнем моря.

## Опис
За зовнішнім виглядом дуже схожий на сапсана. Відрізняється світлішим оперенням. У довжину досягає від 38 до 45 см, розмах крил до 1 м, вага 750 г.

## Спосіб життя
Гніздиться в горах на уступах скель, в ущелинах, в печерах та в інших місцях, де знаходить захист. Відкладає яйця на дно або каміння вибраного місця без додавання матеріалу. Кладка складається з трьох-чотирьох яєць, може бути до шести. Деякі пари повертаються до певного гнізда щороку. Харчується дрібними ссавцями; а також кроликами. Доповнює свій раціон птахами середнього розміру. Полює, літаючи на висоті від 15 до 90 м.